# Craspedonirmus colymbinus
Craspedonirmus colymbinus är en insektsart som först beskrevs av Henry Denny 1842.  Craspedonirmus colymbinus ingår i släktet lomlöss, och familjen fjäderlöss. Arten är reproducerande i Sverige.